# Garci Rodríguez de Montalvo

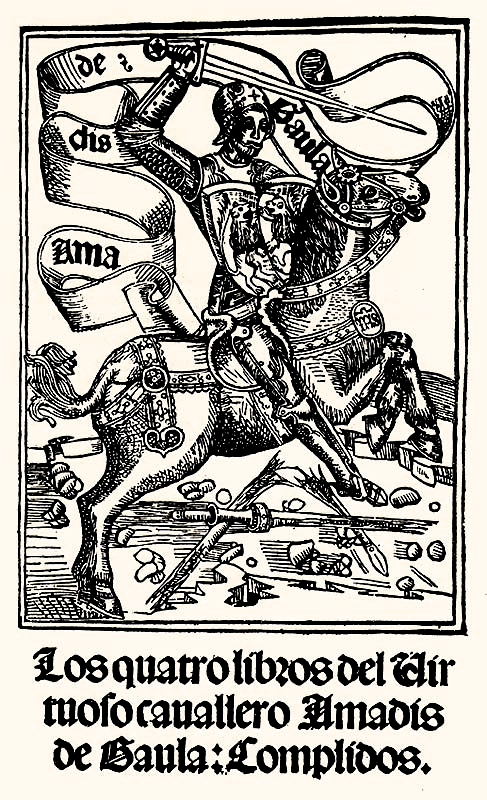
Primera edición del Amadís de Gaula de Garci Rodríguez de Montalvo, impreso en Zaragoza por Jorge Coci en 1508.

Garci Rodríguez de Montalvo (Medina del Campo, c. 1450-c. 1505) fue un escritor español del Prerrenacimiento.

## Biografía
Nació en Medina del Campo el último tercio del reinado de Juan II. Perteneció al distinguido linaje de los Pollino, uno de los siete que gobernaban la ciudad de realengo de Medina del Campo. Fue aficionado a la caza de cetrería, las armas y las letras. Tuvo varios hijos, entre ellos Pedro Vaca, Juan Vaca Montalvo y Francisco Vaca.
Probablemente participó en la Guerra de Sucesión Castellana (1475-1479), compartiendo los ideales políticos de los Reyes Católicos. Acudió las campañas iniciales de las Guerras de Granada formando parte del regimiento militar de su ciudad. Según Pascual de Gayangos y Narciso Alonso Cortés, fue armado caballero por los Reyes Católicos en 1482 por haber intervenido en la defensa de Alhama con un grupo de otros "caballeros viejos de San Juan e Santiago". Alonso Cortés añade que su nombre figura en el Padrón de Alhama que es listado de caballeros oriundos de Medina del Campo.
Fue regidor de Medina del Campo en la última década del siglo XV, pues así aparece en las actas del Ayuntamiento de Medina del Campo, con el nombre de Garci Rodríguez de Montalvo "el Viejo" para distinguirle de "el Mozo", que era su nieto. En 1497 hubo un pleito en la Chancillería de Valladolid contra un personaje con su mismo nombre (él o su nieto) y un tal Jerónimo de Virués, vecinos de Medina del Campo, por adulterio; fueron sentenciados a destierro de Valladolid por dos meses.
El 30 de junio de 1502 fue testigo en un matrimonio secreto celebrado en el Castillo de Coca entre María de Fonseca y el Marqués del Cenete, Rodrigo de Mendoza, hecho ilegal en la época.
Es posible que alguna aldea en la diócesis de Cuenca estuviese vinculada a Montalvo, pues parece conocer muy bien la Serranía de Cuenca al describir la cueva de Urganda la Desconocida.
Pese a que se ha postulado como fechas de su muerte hacia 1505, recientes estudios de Ramos Nogales y Sales Dasí consideran que pudo sobrevivir a la primera publicación del Amadís de Gaula, cuya edición más antigua conocida apareció en 1508.

## Obra
Adaptó y renovó desde los años 1480 y hasta alrededor de 1495 los tres primeros libros del primitivo Amadís de Gaula, un texto posiblemente escrito en portugués entre los siglos XIII y XIV, durante el reinado de Sancho IV, que se considera hoy perdido o conservado apenas en fragmentos, y añadió un cuarto libro, para dar a luz a la única versión de la historia del libro de caballerías Amadís de Gaula que hoy se conoce completa, impresa en Zaragoza en 1508, y cuyo final es distinto al de la versión primitiva (en la primitiva, Esplandián, hijo de Amadís, luchaba con él sin conocerlo y lo mataba). Escribió además una continuación, Las sergas de Esplandián (1510) , que constituye el quinto libro del ciclo amadisiano y en la que se relatan los hechos del hijo primogénito de Amadís. En algunas ediciones antiguas se cita su nombre, incorrectamente, como Garci Gutiérrez o Garci Ordóñez de Montalvo.
El libro constituye una obra maestra de la literatura de aventuras medievales e imita libremente las novelas del ciclo bretón, dando amplia cabida a los elementos maravillosos y fantásticos. Comienza con el nacimiento de Amadís, hijo bastardo abandonado en una barca del rey Perión de Gaula y de la reina Elisena de Inglaterra. Su crianza en casa del escudero Gandales de Escocia, ignorando su origen. Sus amores con la sin par princesa Oriana, la ceremonia en que es armado caballero, el reconocimiento de sus padres, el encantamiento de Amadís en el palacio de Arcalaus y su desencantamiento, el combate con su hermano Galaor, la prueba del Arco de los leales amadores, la penitencia que con el nombre de Beltenebros realiza en la Peña Pobre, el combate y triunfo con el monstruo Endriago en la isla del Diablo y el matrimonio final. Interrumpen la acción numerosos episodios secundarios tangenciales en los que aparecen otros personajes importantes, como la protectora del héroes, la hechicera Urganda la Desconocida, a la que nadie puede reconocer porque siempre cambia de apariencia. Sus aventuras transcurren en diversas zonas de Europa, por lo que carece de raíces nacionales.
Como caballero perfecto, Amadís representa un modelo de código del honor y un arquetipo de alto valor didáctico y social y sus aventuras transcurren en un ambiente de idealismo sentimental.
Garci Rodríguez de Montalvo tiene el honor, sin pretenderlo, de haber dado nombre a una amplia región del continente americano, ya que uno de los lugares imaginarios que aparece en la obra de Las sergas de Esplandián, una isla denominada Ínsula California, alcanzó notoriedad cuando los conquistadores españoles impusieron su nombre a lo que hoy es una amplia región de México y los Estados Unidos.